# Max Büttner (Komponist)
Max Büttner (* 29. Januar 1891 in Rodach; † 1959 in München) war ein deutscher Komponist und Harfenist.

## Leben und Wirken
Max Büttner wurde in Rodach geboren. Von 1905 bis 1907 spielte er im Stadtorchester Sonneberg, in der Spielzeit 1907/08 in Uerdingen. 1909 begann Max Büttner Klavier und Harfe bei Max Saal in Berlin zu studieren, seit 1917 Kontrapunkt bei Hermann Wolfgang von Waltershausen in München und seit 1926 Dirigieren bei Hugo Röhr.
Er arbeitete hauptsächlich als Harfenist, von 1910 bis 1912 im Blüthner-Orchester in Berlin, dann im Orchester des Königlichen Opernhauses in Berlin, dem Hoftheaterorchester in Dessau und wurde schließlich Soloharfenist des Bayerischen Staatsorchesters, eine Position, die er von 1916 bis 1947 innehatte. Seit 1919 war Max Büttner auch Professor an der Akademie der Tonkunst in München. Max Büttner starb 1959.
Der Komponist Adolf Büttner-Tartier (1873–1956) war der Bruder von Max Büttner. Und Max Büttner sollte nicht mit dem Bariton Max Büttner (1859–1927) verwechselt werden.

## Kompositionen
Max Büttner komponierte über 100 Werke für alle Genres, darunter eine Oper „Allvaters Volk“, 5 Symphonien, Konzerte für Violine, Harfe, Klavier, Tuba, Posaune und 5 Pauken, mehrere Ballette, Kammermusik speziell für die Harfe, Lieder, Chormusik und Messen. Das Hauptarchiv der Manuskripte von Max Büttner befindet sich in der Bayerischen Staatsbibliothek. Max Büttner war Mitglied der Freimaurerloge Lessing zum flammenden Stern in München. Diese Freimaurerloge ist heute Inhaber der Urheberrechte für die Kompositionen von Max Büttner.